# 弗氏擬雀鯛
弗氏擬雀鯛，為鱸形目鱸亞目擬雀鯛科的其中一種，為熱帶海水魚，分布於西印度洋紅海海域，深度1-60公尺，本魚體延長，全身為紫紅色，吻部至眼睛有一黑色縱向條紋，眼睛週邊具藍色邊緣，體具藍色網紋，體長可達6.3公分，棲息在垂直的岩礁區，生活習性不明，可做為觀賞魚。

## 擴展閱讀
維基物種上的相關：弗氏擬雀鯛